# Eleuterio Mancho López
Blahoslavený Eleuterio Mancho López, řeholním jménem Eleuterio Román (20. února 1898, Fuentes de Valdepero – 3. srpna 1936, Madrid), byl španělský římskokatolický řeholník Kongregace školských bratří a mučedník.

## Život
Narodil se 3. srpna 1898 ve Fuentes de Valdepero.
Vstoupil do noviciátu Kongregace školských bratří v Bugedu a přijal jméno Eleuterio Román. Hned na začátku ukázal překvapivou energii k práci a studiu. Postupně působil na několika místech, a to na škole Panny Marie z Maravillas v Madridu (1921), v Puente de Vallecas v Madridu (1922) a na škole Největšího srdce v Madridu (1925). Poté měl na starost novice v Griñonu. Dále působil na škole v Santa Cruz de Mudela a roku 1933 se stal zástupcem ředitele v Puente de Vallecas.
Když v červenci 1936 vypukla Španělská občanská válka, jeho řeholní kongregace byla předmětem prvních útoků revolucionářů.
Dne 3. srpna 1936 byl na ulici rozpoznán revolucionáři, kteří jej zajali a stejného dne zastřelili.

## Proces blahořečení
Po roce 1990 byl v arcidiecézi Madrid zahájen jeho beatifikační proces spolu s dalšími 24 mučedníky Kongregace školských bratří a Řádu karmelitánů. Dne 19. prosince 2011 uznal papež Benedikt XVI. mučednictví této skupiny řeholníků. Blahořečeni byli 13. října 2013 ve skupině 522 mučedníků Španělské občanské války.